# Folkviljan i Lerum
Folkviljan i Lerum var ett lokalt politiskt parti som var registrerat för val till kommunfullmäktige i Lerums kommun. Partiet var representerat i Lerums kommunfullmäktige under mandatperioden 1994/1998.